# 塞尔玛·拉格洛夫
塞尔玛·奧蒂莉亞·洛維薩·拉格洛夫（瑞典語：Selma Ottilia Lovisa Lagerlöf，發音：[ˈsɛ̂lːma ˈlɑ̂ːɡɛˌɭøːv] ⓘ；1858年11月20日—1940年3月16日），瑞典作家與教師。1909年诺贝尔文学奖获得者，她是瑞典第一位得到这一荣誉的作家，也是世界上第一位获得这一文学奖的女性。代表作为童话小说《骑鹅旅行记》。

## 生平

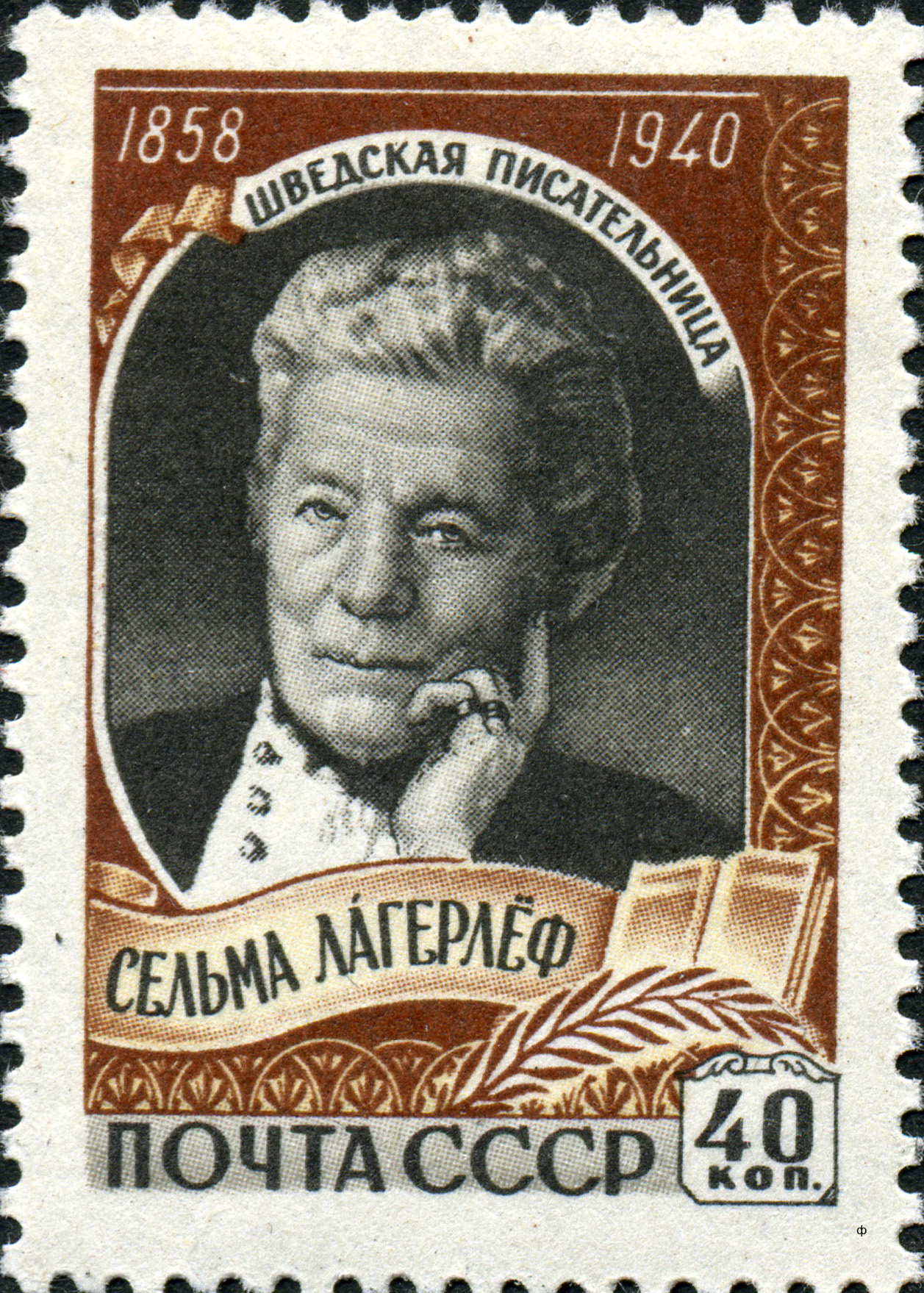
1959年苏联邮票上的塞尔玛·拉格洛夫

塞尔玛·拉格洛夫出生在瑞典西部韦姆兰省孙讷市镇的一个世袭贵族地主的家庭，她的父亲是陆军中尉，酷爱文学和家乡。她在父母六个孩子中排行第五。由于出生时髋关节发育不良，年幼时她腿是瘸的，后来恢复正常。她是个安静的孩子，相比同龄人更喜欢读书。她的童年时代是在家乡美丽的庄园和家庭教师的陪伴下度过的。1885年她从斯德哥尔摩罗威尔女子师范学院毕业，受聘到伦茨克罗纳斯女子中学教了十年书，在这里她开始创作她的第一部文学作品。
1891年，塞尔玛·拉格洛夫的第一部文学作品《戈斯泰·贝林的故事》出版，这部以19世纪20年代一位年轻的牧师的遭遇为主要情节的小说立刻成为了畅销书。这本书使塞尔玛·拉格洛夫一跃成为瑞典的著名小说家。1894年她又创作了短篇小说集《有形的锁环》。这一时期她的主要作品还有赞扬宗教慈善事业的小说《假基督的故事》（1897），故事集《古代斯堪的纳维亚神话集》（1899）和以巴勒斯坦的瑞典移民的生活为题材的史诗小说《耶路撒冷》（1901到1902），后一部作品被认为是她艺术才华發展到完美的表现。
1894年，她遇到了瑞典犹太女作家苏菲·埃尔肯，后来她们成为朋友和伴侣。从她们的信件来看，拉格洛夫深深地爱上了她。拉格洛夫认为埃尔肯对她的作品有强烈影响。
1900年她访问了美国在耶路撒冷的殖民地，从这里得到灵感将耶路撒冷作为书名。1895年，她放弃了教学积极投身写作，在小说收益以及奖学金资助的帮助下，她为了下一部小说寻找资料而进行了两次旅行。和埃尔肯一起前往意大利，并且她还前往巴勒斯坦东部的其他地区。
1897年她搬到法倫并认识了后来成为她文学助手和朋友的沃尔伯格·奥兰德。埃尔肯对奥兰德的嫉妒使关系复杂化。奥兰德是位老师，并在瑞典争取女性參政權的活动中十分活跃。塞尔玛·拉格洛夫主动成为了争取妇女选举权组织的发言人。她在1911年6月，为在斯德哥尔摩的国际参政会议发表开幕讲话，1919年5月瑞典女性获得参政权。
1902年，塞尔玛·拉格洛夫受瑞典国家教师联盟委托为孩子们编写一部以故事的形式来介绍地理学，生物学和民俗学等知识的教科书。4年后这部以童话形式写成的长篇小说《骑鹅旅行记》出版了，立刻大受欢迎。
鉴于塞尔玛·拉格洛夫在创作上的杰出贡献，1909年，她由于“她作品中特有的高贵的理想主义、丰富的想象力、平易而优美的风格”获得诺贝尔文学奖。1914年，她被选为瑞典学院的第一位女院士。1907年，她获得乌普萨拉大学博士学位。1928年，她接受了格賴夫斯瓦爾德大學名誉博士学位。
一战爆发后，塞尔玛·拉格洛夫深居简出，也使她忧心如焚。
她的最后一部小说《圣诞节的故事》出版于1938年，表现了作者对劳动者的同情。
二战爆发后，塞尔玛·拉格洛夫把自己的诺贝尔奖章送给芬兰政府，为后者筹钱进行苏芬战争。芬兰政府非常感动，但把奖章归还了她。
1940年3月16日，塞尔玛·拉格洛夫在庄园因脑溢血而去世。在去世前不久，这位女作家还以她个人的影响力，通过瑞典皇室，向德国纳粹政权交涉，从集中营裡救出了犹太女作家，后来于1966年获得诺贝尔文学奖的奈莉·萨克斯女士及她的母亲。
从1991年开始，她的肖像出现在瑞典货币20克朗钞票上。

## 作品

### 中文版
- 周行/改寫，《尼爾斯奇遇記》，台北市：東方，1974年。
- 林清玄/譯寫，卡蜜拉（Kamila Stanclova）/繪圖，《鳥巢》，台北市：台灣麥克，1995年。
- 辛渭/改寫，張麗真/繪圖，《尼爾斯騎鵝旅行》，台北市：東方，1998年
- 朱淑芬/譯，《將軍的指環》，台北市：巨河文化，2003年。
- 石琴娥、斯文/譯，《騎鵝歷險記》，南京市：譯林，2003年。
- Libuse Ciharova/導演，《騎鵝歷險記》，台北市：輝洪，2005年。片長約58分鐘。一片光碟。/ 台北市：弘恩文化，2008年。片長約58分鐘。一片數位影音光碟。
- 李紫蓉/譯，《尼爾奇遇記》，台北縣中和市，上人文化出版，2007年。
- 高子英、李之義、楊永範/譯，《騎鵝歷險記》，台北市：遠流，2006年。
- 登亞/編繪，《尼爾斯騎鵝旅行記》，台北縣：風車出版，2008年。
- 不著譯者，《婚變：拉格洛夫中篇小說選》，中國？，新星出版社，2006年。
- 施養慧/改寫，九子/繪，《騎鵝歷險記》，新北市：步步出版，2020年。
- 施養慧/改寫，伊凡．杜克（Yvan Duque）/繪，《騎鵝歷險記（珍藏版：五十多幅絕美彩色插畫，附尼爾斯旅行地圖）》，新北市：字畝文化，2022年。

### 在线作品
- 塞尔玛·拉格洛夫的作品  - 古騰堡計劃
- 來自塞尔玛·拉格洛夫的LibriVox公共領域有聲讀物
- 鲁纳伯格项目中的塞尔玛·拉格洛夫作品 （页面存档备份，存于）（瑞典语）
- 瑞典文学银行中的塞尔玛·拉格洛夫作品 （页面存档备份，存于）（瑞典语）